# Huis van Mualla
Het Huis van Mualla is de heersende koninklijke familie van Umm al-Qaiwain, een van de zeven emiraten die samen de Verenigde Arabische Emiraten (VAE) vormen.

## Geschiedenis
De familie stond traditioneel aan het hoofd van de Al Ali-stam. De Al Ali waren rond de eeuwwisseling van de 19e eeuw ongeveer 6.750 man sterk en waren bijna allemaal gevestigd in Umm al-Qaiwain (1.000 families) of in de binnenlandse stad Falaj Al Ali (later bekend als Falaj Al Mualla). Ongeveer 200 gevestigde Al Ali-families woonden in Sharjah en 150 in Ras Al Khaimah, hoewel er ook een kleine groep bedoeïenen van ongeveer 140 families was die een dar tussen Jazirat Al Hamra en Falaj Al Ali zwierven. Er was een Perzische groep van Al Ali, die de Umm al-Qaiwain-sectie 'Al Mualla' noemde. De stam ontstond in Nedjd.
De eerste bekende leider van de Al Ali toen ze zich vestigden in Umm al-Qaiwain was Rashid bin Majid Al Mualla. Hij was verantwoordelijk voor de bouw van het Umm al-Qaiwain Fort in de stad in 1768, waar nu het Umm al-Qaiwain museum is gevestigd.
Het fort en de uitkijktoren werden gebouwd nadat de Al Ali stam verhuisde van het eiland Sinniyah naar het vasteland nadat de watervoorraden op het eiland uitgeput waren.

## Lijst van heersers
- Rashid bin Majid Al Mualla (1768-1820)
- Abdullah bin Rashid Al Mualla I (1820-1853)
- Ali bin Abdullah Al Mualla (1853-1873)
- Ahmad bin Abdullah Al Mualla (1873-1904)
- Rashid bin Ahmad Al Mualla I (1904-1922)
- Abdullah bin Rashid Al Mualla II (1922-1923)
- Hamad bin Ibrahim Al Mualla (1923-1929)
- Ahmad bin Rashid Al Mualla (1929-1981)
- Rashid bin Ahmad Al Mualla II (1981-2009)
- Saud bin Rashid Al Mualla (2009-heden)